# Pista Cláudio Coutinho

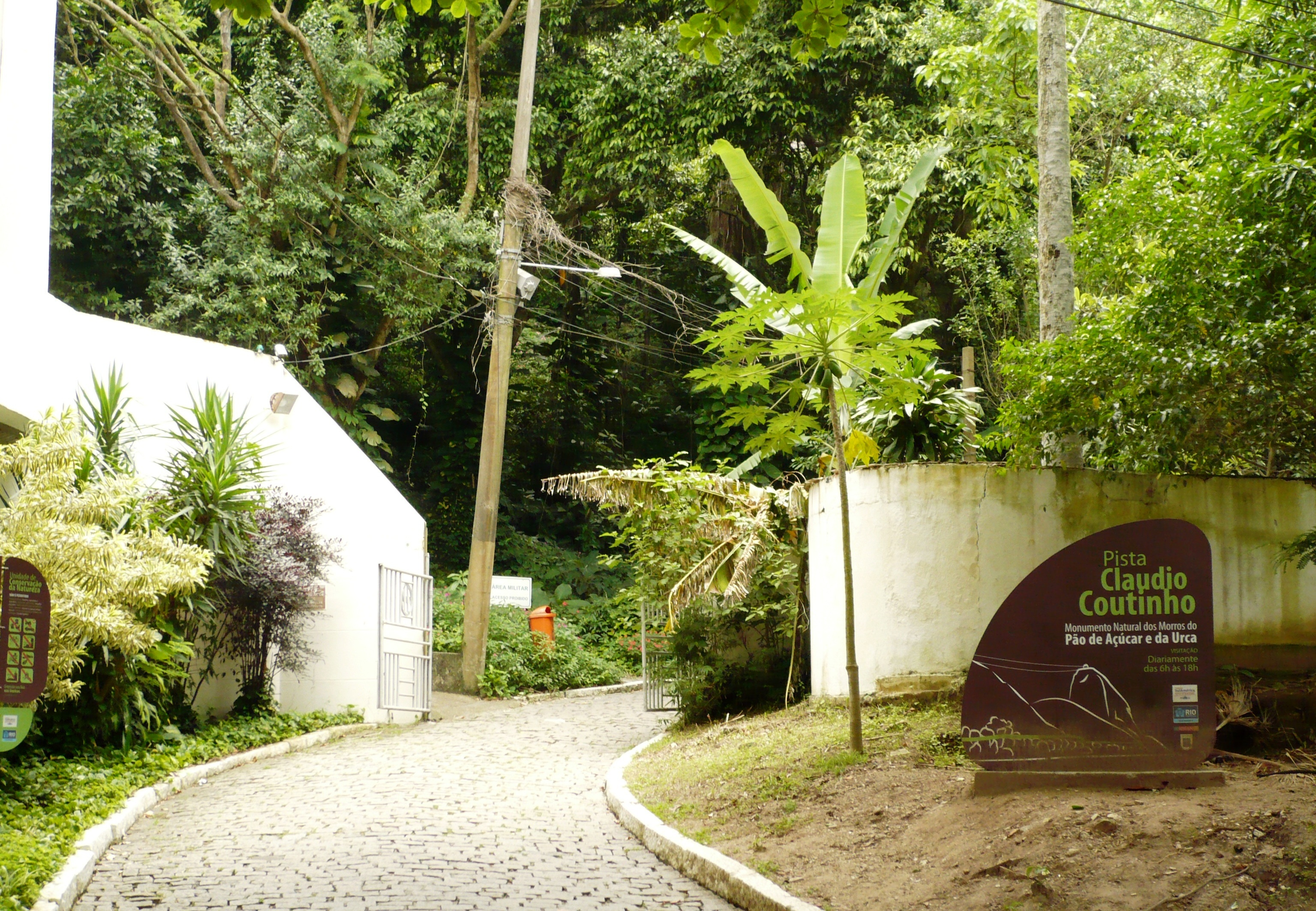
Pista Cláudio Coutinho, Rio de Janeiro: acesso.

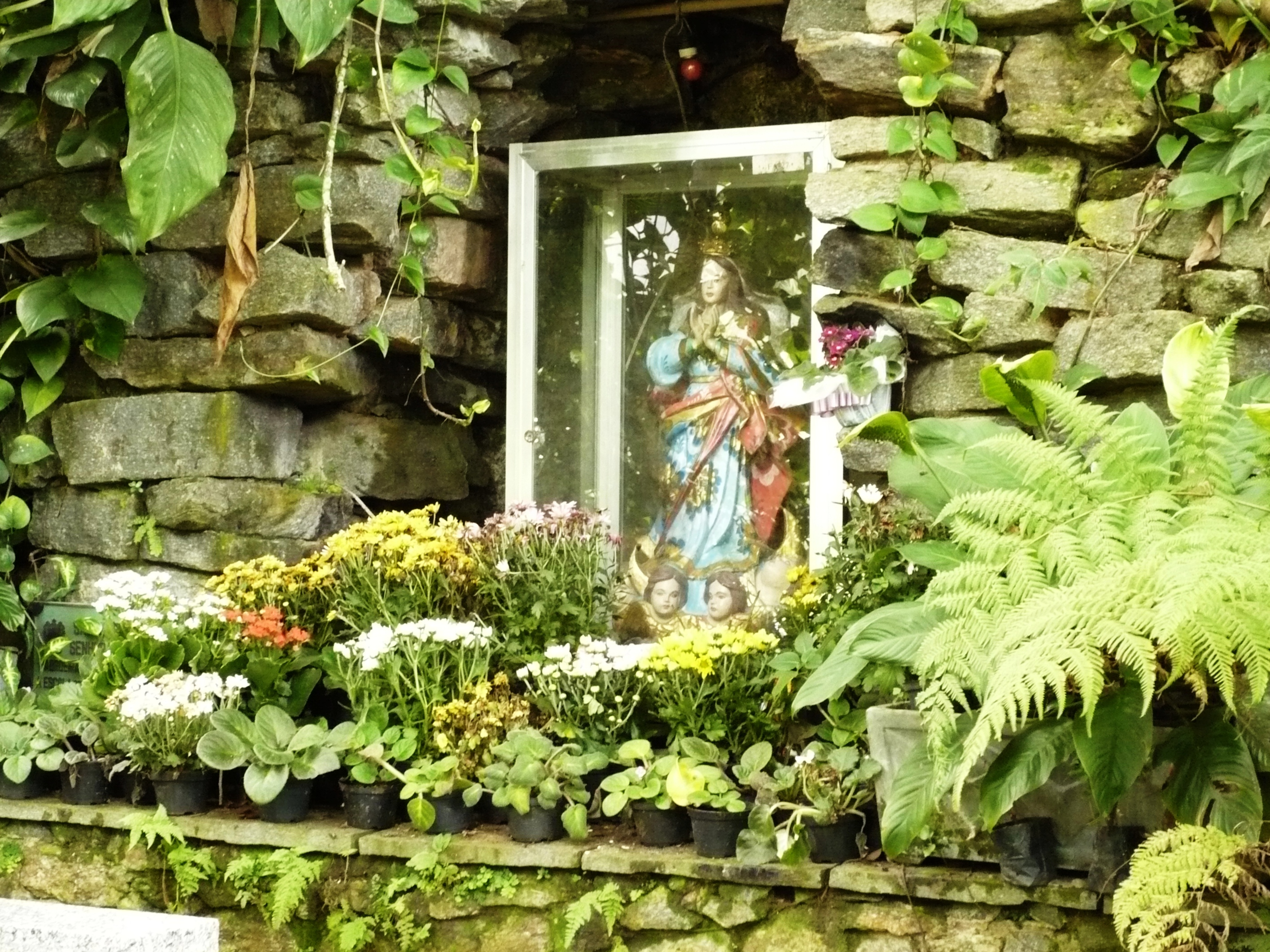
Pista Cláudio Coutinho, Rio de Janeiro: ermida.

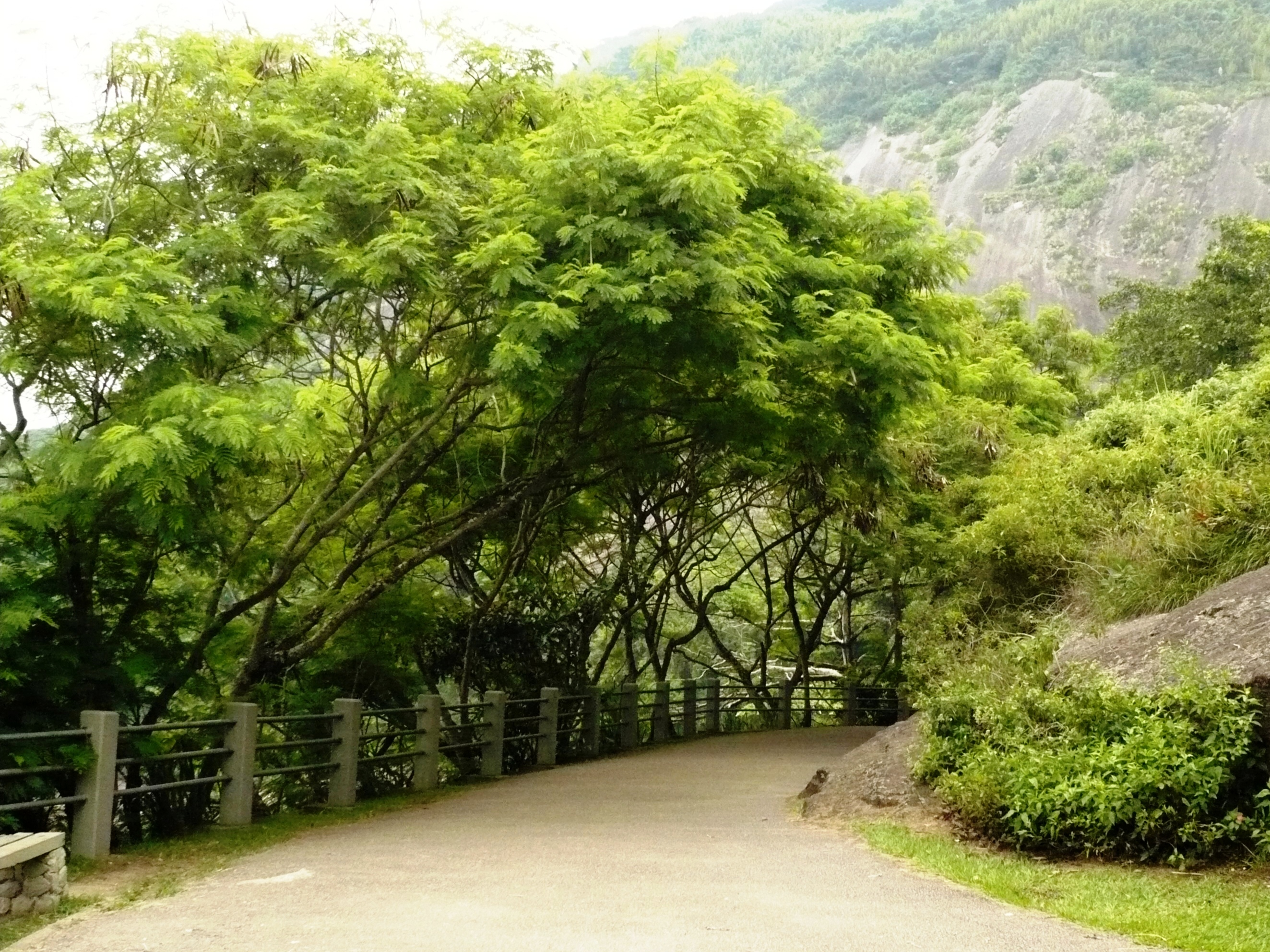
Pista Cláudio Coutinho, Rio de Janeiro.

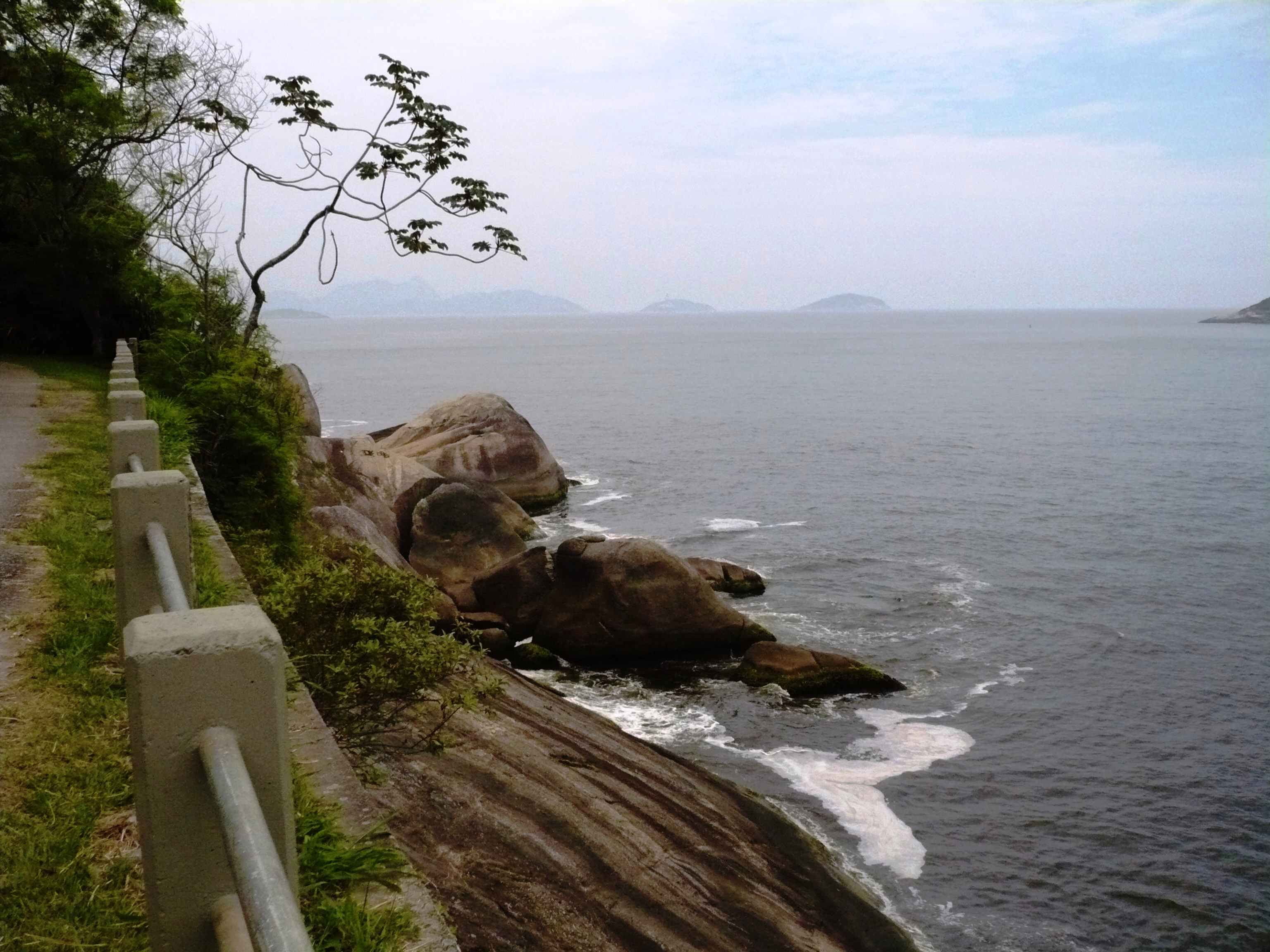
Pista Cláudio Coutinho, Rio de Janeiro.

A Pista Cláudio Coutinho, também conhecida como Caminho do Bem-te-Vi e Estrada do Costão, localiza-se na Praia Vermelha, no bairro da Urca, na cidade e estado do Rio de Janeiro, no Brasil. O seu nome é uma homenagem ao ex-treinador da Seleção Brasileira de Futebol Cláudio Coutinho, antigo formando da Escola de Educação Física do Exército.
Integra o Monumento Natural dos Morros do Pão de Açúcar e da Urca, criado pelo Decreto Municipal nº 26.578 de 1 de Junho de 2006. 
Inaugurada pelo Exército Brasileiro no final da década de 1980, tem a extensão de 1,25 km, com marcação de distância a cada 50 metros. Circunda o Morro da Urca, com acesso a partir da praia Vermelha. Através algumas trilhas a partir dela é possível ter acesso ao Morro do Pão de Açúcar.
Em área militar, é utilizada principalmente por desportistas, corredores e também por turistas. Também é utilizado para a pesca, nas pedras que descem em direção ao mar. É proibida a sua utilização como ciclovia, assim como a entrada de animais domésticos. As crianças só podem entrar acompanhadas por adultos.
A fauna e a flora no local são ricas, com espécies nativas e exóticas. Diversos exemplares de pau-brasil foram plantados no local pelos militares.
No seu acesso, por uma ladeira de cerca de 100 metros, encontra-se uma pequena ermida.
A pista encontra-se aberta diariamente, das 6h às 18h.   